# 이설구
이설구(1968년 12월 17일 ~ )는 대한민국의 배우이다.

## 학력
- 공주영상대학 영화제작과 중퇴

## 출연작

### 영화
- 《8인의 용의자들》(2024년) - 주연
- 《인드림》 (2023년) - 양 형사 역
- 《아수라도》 (2021년) - 이태식 역
- 《범털》 (2020년) - 범털 역 (본작의 메인 주인공)
- 《인랑》 (2018년) - 섹트 1조 리더 역
- 《신 전래동화》 (2018년) - 유비 역
- 《숲속의 부부》 (2018년) - 노조반장 역
- 《택시운전사》 (2017년) - 순천 좌판손님 1 역 (첫 천만영화)
- 《소시민》 (2017년) - 강 팀장 역
- 《그물》 (2016년) - 탈북자 역
- 《밀정》 (2016년) - 오남원 역
- 《아빠가 돌아왔다》 (2016년) - 상규 역
- 《블랙스톤》 (2016년)
- 《은밀한 방문자》 (2015년) - 창수 역
- 《권법형사: 차이나타운》 (2015년) - 무채 역
- 《성난 화가》 (2015년) - 직장동료 1 역
- 《좀비스쿨》 (2014년) - 김 선생 역
- 《황제를 위하여》 (2014년) - 노숙자자객 3 역
- 《윤희》 (2014년) - 영수 역
- 《변호인》 (2013년) - 십장 2 역
- 《무게》 (2013년) - 형사 1 역
- 《야관문: 욕망의 꽃》 (2013년) - 십장 2 역
- 《짓》 (2013년) - 도박남 1 역
- 《관상》 (2013년) - 용의자 2 역
- 《개똥이》 (2013년) - 작업반장 역
- 《26년》 (2012년) - 진배 부 역
- 《패는여자》 (2011년) - 뽕맨 1 역
- 《완득이》 (2011년) - 재래시장 남자 2 역
- 《댄스 타운》 (2011년) - 조선족
- 《애니멀 타운》 (2011년) - 감찰관 1 역
- 《조선명탐정: 각시투구꽃의 비밀》 (2011년) - 노비 4 역
- 《악마를 보았다》 (2010년) - 택시강도 1 역
- 《구르믈 버서난 달처럼》 (2010년) - 옥졸 1 역
- 《불꽃처럼 나비처럼》 (2009년) - 낭인 4 역
- 《순지》 (2009년) - 계엄군 역
- 《쉿! 그녀에겐 비밀이에요》 (2008년) - 똘마니 대장 역
- 《좋은 놈, 나쁜 놈, 이상한 놈》 (2008년) - 삼국파 역
- 《다물군》 (2004년) - 간도 역

### 드라마
- 《코미디리벤지》(2024년, 특별출연)
- 《추리택시》(2023년) - 주연
- 《오랫동안 당신을 기다렸습니다》 (2023년, ENA) - 반장 역
- 《어게인 마이 라이프》 (2022년, SBS)
- 《특수공인중개사 오덕훈》 (2022년, TVING/WAVVE)
- 《[문제적탐정사무소]]》 (2022년, TVING/WAVVE)
- 《닥터 브레인》 (2021년, Apple TV)
- 《왼손잡이 아내》 (2019년, KBS2) - 첸 역
- 《구해줘 2》 (2019년, OCN) - 송 의원 역
- 《부잣집 아들》 (2018년, MBC)
- 《슈츠》 (2018년, KBS2)
- 《철수씨와 02》 (2018년, MBN) - 사채업자 역
- 《해피시스터즈》 (2017년, SBS) - 사채 역
- 《황금빛 내 인생》 (2017년, KBS2) - 사채업자 역
- 《구해줘》 (2017년, OCN) - 박수무당 역
- 《맨투맨》 (2017년, JTBC)
- 《황금주머니》 (2017년, MBC)
- 《천상의 약속》 (2016년, KBS2) - 박준익 역
- 《내 마음의 꽃비》 (2016년, KBS2)
- 《한 번 더 해피엔딩》 (2016년, MBC)
- 《리멤버 - 아들의 전쟁》 (2015년, SBS) - 도박장 조폭두목 역
- 《가면》(2015, SBS) - 형사
- 《화려한 유혹》 (2015년, MBC)
- 《여왕의 꽃》 (2015년, MBC)
- 《라스트》 (2015년, JTBC)
- 《그래도 푸르른 날에》 (2015년, KBS2)
- 《여자를 울려》 (2015년, MBC)
- 《복면검사》 (2015년, KBS2) - 박도필 역
- 《칠전팔기 구해라》 (2015년, Mnet) - 사채업자 역
- 《닥터 프로스트》 (2014년~2015년, OCN) - 김정훈의 매형 역
- 《피노키오》 (2014년~2015년, SBS) - 폐기물처리공장 직원 역
- 《미녀의 탄생》 (2014년, SBS) - 위너푸드 직원 역
- 《삼총사》 (2014년, tvN)
- 《나쁜 녀석들》 (2014년, OCN) - 조선족 2 역
- 《트라이앵글》 (2014년, MBC) - 와타나베 부하 역
- 《왔다! 장보리》 (2014년, MBC) - 사채업자 역
- 《정도전》 (2014년, KBS1) - 이광 역
- 《그녀의 신화》 (2013년, JTBC) - 사채업자 역
- 《불의 여신 정이》 (2013년, MBC)
- 《너의 목소리가 들려》 (2013년, SBS)
- 《지성이면 감천》 (2013년, KBS1)
- 《스캔들: 매우 충격적이고 부도덕한 사건》 (2013년, MBC)
- 《더 바이러스》 (2013년, OCN) - 사채업자 역
- 《보고싶다》 (2012년~2013년, MBC) - 강도사건 용의자 역
- 《굿바이 마눌》 (2012년, 채널A)
- 《해피 엔딩》 (2012년, JTBC)
- 《인현왕후의 남자》 (2012년, tvN) - 도서관 경비원 역
- 《내 인생의 단비》 (2012년, SBS)
- 《히어로》 (2012년, OCN)
- 《넝쿨째 굴러온 당신》 (2012년, KBS2) - 운전이 서투른 엄청애에게 막말을 하는 남자 역
- 《특수사건 전담반 TEN》 (2011년 ~ 2012년, OCN) - 강팔복 역
- 《뱀파이어 검사》 (2011년, OCN)
- 《브레인》 (2011년, KBS2)
- 《폼나게 살거야》 (2011년, SBS)
- 《반짝반짝 빛나는》 (2011년, MBC) - 사채업자 역
- 《짝패》 (2011년, MBC)
- 《별순검 시즌3》 (2010년, MBC every1)
- 《나쁜 남자》 (2010년, SBS) - 공사장 인부 역
- 《자이언트》 (2010년, SBS)
- 《거상 김만덕》 (2010년, KBS1)
- 《당돌한 여자》 (2010년, SBS)
- 《추노》 (2010년, KBS2) - 노비 역
- 《제중원》 (2010년, SBS) - 환자 역
- 《천사의 유혹》 (2009년, SBS) - 빚쟁이 역
- 《천만번 사랑해》 (2009년, SBS) - 단속원 역
- 《태양을 삼켜라》 (2009년, SBS) - 금고털이범 역
- 《녹색마차》 (2009년, SBS) - 건달 역
- 《자명고》 (2009년, SBS) - 세작 역
- 《친구, 우리들의 전설》 (2008년, MBC) - 섬포주 역
- 《별순검 시즌2》 (2008년, MBC every1) - 군부 관리 역
- 《바람의 나라》 (2008년, KBS2)
- 《유리의 성》 (2008년, SBS) - 인질범 역
- 《에덴의 동쪽》 (2008년, MBC) - 보스 최학성 역
- 《일지매》 (2008년, SBS) - 강우 역
- 《KPSI 시즌2》 (2008년, Super Action)
- 《조강지처 클럽》 (2007년, SBS) - 공장 깡패 역
- 《연개소문》 (2006년, SBS) - 조의선인 역
- 《야인시대》 (2002년, SBS) - 켈로 부대원 역

## 수상
- 2016년 LBMA 스타어워즈 스타배우상